# Gaziantep Stadium
Le Gaziantep Stadyumu, appelé également Gaziantep Kalyon Stadyumu pour des raisons de sponsoring, est un stade basé à Gaziantep (Turquie). Il est uniquement utilisé pour les rencontres de football.

## Histoire
L'ancien stade de la ville, le stade Kamil-Ocak devenant trop vétuste, la construction d'un nouveau stade est envisagée en 2012, avec une capacité prévue pour 36 000 spectateurs, avec possibilité d'agrandissement pour 43 000 places. Les travaux débutent en mai 2013. Le stade est situé à six kilomètres au nord du centre-ville. En 2015, commencent les travaux pour le toit, l'année suivante ce sont les installations intérieures qui s'achèvent.
Le 15 janvier 2017, le stade est inauguré avec la rencontre Gaziantepspor contre Antalyaspor, les locaux perdent 3 à 0. Le club de Gaziantepspor étant mal classé et luttant contre la relégation en deuxième division, seulement 9 417 spectateurs assistent à la rencontre. En fin de saison le club sera relégué, puis avec sa disparition en 2020, l'autre club de football de la ville, le Gaziantep FK deviendra le seul utilisateur du stade.

## Structure
Le stade est entièrement couvert et propose 35 574 places, les sièges sont de couleur rouge ou noir, les couleurs des clubs de la ville. Les tribunes Est et Ouest disposent chacune de 27 loges. La façade du stade reprend les couleurs du club, ces couleurs changent suivant que l'on se déplace à l'extérieur du stade.